# Lamborghini Espada

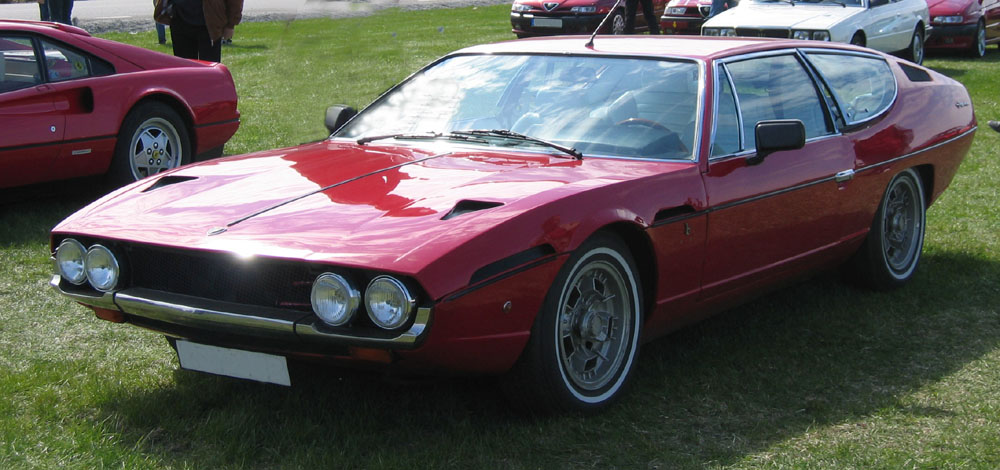
Lamborghini Espada S2 uit 1971

De Lamborghini Espada is een vierpersoons coupé van het Italiaanse automerk Lamborghini.
De Espada kwam voort uit het Marzal prototype, ontworpen door Carrozzeria Bertone. Ook de Espada kwam van dit designhuis. Toentertijd was een van de duurste Lamborghini's die men kon kopen, maar ook een van de best verkochte, met een productieaantal van 1224 stuks tussen 1968 en 1978. De eerste versie, ook wel Series I genoemd, had 325 pk bij 6500 t/min, de Series II had 350pk. De laatste versie, de Series III had 365 pk bij 7500 t/m. Deze had dezelfde motor die voor de Lamborghini 400 GT ontwikkeld was.
Huidige modellen:
Huracán ·
Aventador ·
Urus
Uitvoeringen Lamborghini Gallardo:
Coupé ·
SE ·
Spyder ·
Superleggera ·
LP560-4 ·
LP560-4 Spyder ·
LP550-2 Valentino Balboni ·
LP570-4 Superleggera
Uitvoeringen Lamborghini Murciélago:
Coupé ·
Roadster ·
40th Anniversary ·
LP640 ·
LP640 Roadster ·
LP650-4 Roadster ·
LP670-4 SV ·
Reventón ·
Reventón Roadster
Oudere modellen:
350 GT · 
400 GT · 
Miura · 
Espada · 
Flying Star II · 
Islero · 
Jarama · 
Urraco · 
Countach · 
Silhouette · 
Jalpa · 
LM002 · 
Diablo · 
Murciélago ·
Gallardo
Concepten:
Alar ·
Asterion ·
Athon ·
Estoque ·
Sesto Elemento ·
Portofino